# Вентспілський район
Вентспілський район (латис. Ventspils rajons) — район Латвії. Адміністративний центр — місто Вентспілс.
Площа району — 2 462 км².
Межує з Талсинським, Кулдизьким та Лієпайським районами Латвії.
| Латвія | Це незавершена стаття з географії Латвії. Ви можете допомогти проєкту, виправивши або дописавши її. |